# Studen kladeneț
Studen kladeneț este o arie protejată (arie de protecție specială avifaunistică — SPA) din Bulgaria întinsă pe o suprafață de 15.995,24 ha, integral pe uscat.

## Localizare
Centrul sitului Studen kladeneț este situat la coordonatele 41°37′22″N 25°32′33″E / 41.622778°N 25.5425°E.

## Înființare
Situl Studen kladeneț a fost declarat arie de protecție specială avifaunistică în martie 2007 pentru a proteja 103 specii de animale.

## Biodiversitate
Situată în ecoregiunea continentală, aria protejată nu include niciun habitat protejat.
La baza desemnării sitului se află mai multe specii protejate de  păsări (103): uliu păsărar (Accipiter nisus), fluierar de munte (Actitis hypoleucos), vulturul negru (Aegypius monachus), pescăruș albastru (Alcedo atthis), rață sulițar (Anas acuta), rață lingurar (Anas clypeata), rață pitică (Anas crecca), rață fluierătoare (Anas penelope), rață mare (Anas platyrhynchos), rață cârâitoare (Anas querquedula), rață pestriță (Anas strepera), gârliță mare (Anser albifrons), gâscă cenușie (Anser anser), fâsă-de-câmp (Anthus campestris), acvilă de munte (Aquila chrysaetos), acvilă țipătoare mică (Aquila pomarina), stârc cenușiu (Ardea cinerea), stârc roșu (Ardea purpurea), stârc galben (Ardeola ralloides), rață-cu-cap-castaniu (Aythya ferina), rața moțată (Aythya fuligula), rață roșie (Aythya nyroca), buha (Bubo bubo), pasărea ogorului (Burhinus oedicnemus), șorecarul comun (Buteo buteo), șorecar mare (Buteo rufinus), ciocârlie-cu-degete-scurte (Calandrella brachydactyla), caprimulg (Caprimulgus europaeus),  prundaș gulerat mic (Charadrius dubius), chirighiță-cu-obraz-alb (Chlidonias hybridus), chirighiță-cu-aripi-albe (Chlidonias leucopterus), chirighiță neagră (Chlidonias niger), barză albă (Ciconia ciconia), barză neagră (Ciconia nigra), șerpar (Circaetus gallicus), erete de stuf (Circus aeruginosus), erete vânăt (Circus cyaneus), erete alb (Circus macrourus), erete cenușiu (Circus pygargus), dumbrăveancă (Coracias garrulus), cristeiul de câmp (Crex crex), lebădă de iarnă (Cygnus cygnus), lebădă de vară (Cygnus olor), ciocănitoarea de stejar (Dendrocopos medius), ciocănitoare de grădină (Dendrocopos syriacus), ciocănitoare neagră (Dryocopus martius), egretă albă (Egretta alba), egretă mică (Egretta garzetta), presură de grădină (Emberiza hortulana), șoim dunărean (Falco cherrug), Falco naumanni, șoim călător (Falco peregrinus), șoimul rândunelelor (Falco subbuteo), vânturel roșu (Falco tinnunculus), vânturel de seară (Falco vespertinus), lișiță (Fulica atra), becațină comună (Gallinago gallinago), Gallinago media, găinușă de baltă (Gallinula chloropus), cufundar polar (Gavia arctica), cufundar mic (Gavia stellata), vulturul pleșuv sur (Gyps fulvus), codalb (Haliaeetus albicilla), acvilă pitică (Hieraaetus pennatus), Hippolais olivetorum, sfrâncioc roșiatic (Lanius collurio), sfrânciocul cu frunte neagră (Lanius minor), Lanius nubicus, pescăruș argintiu (Larus cachinnans), pescăruș sur (Larus canus), pescăruș mic (Larus minutus), pescăruș râzător (Larus ridibundus), ciocârlie de pădure (Lullula arborea), becațină mică (Lymnocryptes minimus), ciocârlie de bărăgan (Melanocorypha calandra), ferestraș mic (Mergus albellus), prigoare (Merops apiaster), gaia neagră (Milvus migrans), gaia roșie (Milvus milvus), vultur egiptean (Neophron percnopterus), rață cu ciuf (Netta rufina), culic mare (Numenius arquata), stârc de noapte (Nycticorax nycticorax), vultur pescar (Pandion haliaetus), pelican creț (Pelecanus crispus), viespar (Pernis apivorus), cormoran mare (Phalacrocorax carbo), cormoran mic (Phalacrocorax pygmeus), bătăuș (Philomachus pugnax), ciocănitoare verzuie (Picus canus), corcodel mare (Podiceps cristatus), corcodel-cu-gât-roșu (Podiceps grisegena), corcodel-cu-gât-negru (Podiceps nigricollis), cristei de baltă (Rallus aquaticus), ciocântors (Recurvirostra avosetta), chiră de baltă (Sterna hirundo), silvie porumbacă (Sylvia nisoria), corcodel mic (Tachybaptus ruficollis), călifar alb (Tadorna tadorna), fluierar cu picioare verzi (Tringa nebularia), fluierarul de zăvoi (Tringa ochropus), fluierar de lac (Tringa stagnatilis), nagâț (Vanellus vanellus)
Pe lângă speciile protejate, pe teritoriul sitului au mai fost identificate 26 de specii de păsări.